# La voz humana (cortometraje)
La voz humana es un cortometraje de 2020 dirigido por Pedro Almodóvar y protagonizado por Tilda Swinton basado en el monólogo homónimo de Jean Cocteau. Se trata de la primera producción en inglés del director.

## Reparto
- Tilda Swinton - Mujer
- Agustín Almodóvar - Dependiente ferretería

## Producción
Almodóvar anunció en febrero de 2020 la preparación del cortometraje. El rodaje, cuyo comienzo estaba previsto para abril de 2020, no empezó hasta julio debido a la pandemia de COVID-19.

## Estreno
La voz humana se estrenó en el Festival de Venecia el 3 de septiembre de 2020. Poco después, Sony Pictures Classics adquirió los derechos de distribución en Estados Unidos. Asimismo, se emitió el 24 de septiembre en el Festival de Cine de Nueva York y en el de Londres el 17 de octubre. Se estrenó en España el 21 de octubre y tres semanas después había recaudado más de 120 000 euros, lo que lo convirtió en el cortometraje más taquillero hasta la fecha en el país.